# GENESIS (Statistik)
GENESIS (Abkürzung für Gemeinsames Neues Statistisches Informations-System) ist ein von den Statistischen Landesämtern und dem Statistischen Bundesamt gemeinsam entwickeltes metadatengestütztes statistisches Informationssystem für die Amtliche Statistik Deutschlands. Es erschließt das breit gefächerte Datenangebot der amtlichen Statistik durch metadatengestützte Recherche. Sachgebiete: Gebiete, Bevölkerung, Erwerbstätigkeit, Wahlen/Bildung, Sozialleistungen, Gesundheit, Recht/Wohnen, Umwelt/Wirtschaftsbereiche/Außenhandel, Unternehmen, Handwerk/Preise, Verdienste, Einkommen und Verbrauch/Öffentliche Finanzen/Gesamtrechnungen.
Es soll die Trägersysteme der in den statistischen Ämtern bestehenden Datenbanken ablösen und damit die Datenhaltung softwaremäßig deutschlandweit auf eine einheitliche Plattform stellen. Als Grundlage wird Adabas für das Datenbankmanagement und Natural für die Entwicklung der statistischen Kernprozesse genutzt; dies nicht zuletzt wegen der Portabilität dieser Systemsoftware, die sicherstellt, dass GENESIS auf den unterschiedlichen Hardware- und Betriebssystemplattformen vom Mainframe- bis zum Unix-Server lauffähig ist.
Neben dieser technischen Harmonisierung wurden für 78 Einzelstatistiken gemeinsame Inhalte für die Datenbanken der Statistischen Ämter des Bundes und der Länder festgelegt, die anhand der EVAS-Systematik eindeutig identifiziert werden. Ziel dabei war und ist die systematische und einheitliche Darstellung von sachlichen Strukturen, aber auch die intertemporale Vergleichbarkeit von Zeitreihengliedern.
Die GENESIS-Datenbanken bieten Recherchezugänge in Form einer Stichwort-Suche oder als hierarchische Suche nach Themenbereichen/Sachgebieten. Dazu gibt es variabel gestaltbare Tabellen, d. h., für bestimmte Tabellenpositionen können Merkmale ausgewählt und Abrufe gestartet werden. Mit Hilfe einer Vorschau-Funktion kann sich der Nutzer zuvor einen Eindruck davon verschaffen, welches Aussehen und welchen Umfang der Abruf einer Tabelle haben wird. Ergebnisse werden nicht nur auf dem Bildschirm angezeigt, sondern können in den Formaten Excel, CSV oder HTML gespeichert werden. Ergänzend stehen dem Nutzer umfangreiche Hintergrund- und Zusatzinformationen zur Verfügung: Statistiken, Merkmale und deren Ausprägungen werden methodisch beschrieben bzw. erläutert, um eine korrekte Interpretation zu erleichtern.

## Übersicht
Um das breit gefächerte Datenangebot der Amtlichen Statistik für Internet-Nutzer in einheitlicher und komfortabler Weise zu erschließen, bauen die Statistischen Ämter des Bundes und der Länder zunehmend auf der GENESIS-Technologie basierende Internet-Zugänge zu ihren statistischen Auskunftsdatenbanken auf. Diese GENESIS-Datenbanken bieten den Interessenten eine Reihe von Vorteilen:
- Einheitlichkeit: Alle GENESIS-Online-Datenbanken bieten die gleiche Nutzeroberfläche und Recherche-Funktionalität.
- Aktualität: Neueste statistische Ergebnisse sind in den Datenbanken in der Regel früher verfügbar als durch gedruckte Veröffentlichungen.
- Flexibilität: Statt einer starren Frage-Antwort-Struktur können Nutzer die sachliche, regionale und zeitliche Auswahl sowie die Anordnung der Daten auf ihre spezifischen Informationsanforderungen abstimmen. Variabel gestaltete Tabellen bieten die Möglichkeit, für bestimmte Tabellenpositionen einzelne Merkmale oder auch nur bestimmte Positionen aus Gliederungen auszuwählen und dann entsprechende Werteabrufe zu starten. Auch Daten aus verschiedenen Erhebungen können kombiniert in einer Tabelle zur Verfügung gestellt werden.
- Meta-Informationen: Umfangreiche und detaillierte Informationen zu den Daten für die richtige Interpretation ohne umständliche, zeitintensive Suche.
- Preisvorteile: Für die Nutzer entfallen Bereitstellungs- und Versandkosten. Viele Eckdaten aus der amtlichen Statistik liegen im Rahmen der „informationellen Grundversorgung“ sogar kostenlos vor.

## Datenbanken

### GENESIS-Online
„GENESIS-Online ist die Haupt-Datenbank des Statistischen Bundesamtes.“ Mit GENESIS-Online wurde vom Statistischen Bundesamt ein webbasierter Zugang zu GENESIS entwickelt, der es ermöglicht, dass Statistische Informationssystem per Internet zu nutzen. Seit Januar 2019 sind alle individuell zugeschnittenen Tabellen in der Datenbank kostenfrei verfügbar. Nach den Aussagen des Präsidenten des Statistischen Bundesamtes Georg Thiel sollen in Zukunft schrittweise weitere Services kostenfrei bereitgestellt werden.
GENESIS-Online umfasste Anfang 2019 mehr als 975 Millionen Werte aus 264 Statistiken zu Themen wie Bevölkerung, Preise oder Erwerbstätigkeit. Der Datenbestand soll kontinuierlich weiter ausgebaut werden. 2018 wurden rund 3,3 Millionen Tabellenabrufe verzeichnet. Der Anteil der maschinenlesbaren Abrufe zur Weiternutzung lag im Frühjahr 2019 bei rund 40 Prozent. 
Im Oktober 2020 lieferte GENESIS-Online tief gegliederte Ergebnisse aus über 296 amtlichen Statistiken und über eine Milliarde Werte.
Die Datenbank bietet folgende Funktionen an (Stand November 2020):
- Recherche über Begriffe, Sachgebiete oder in Verzeichnissen.
- Erläuterungen der Statistiken und Merkmale.
- Flexible Tabellenstrukturen.
- Graphische Darstellung der Ergebnistabellen bzgl. zeitlicher oder regionaler Gliederung.
- Download der Ergebnistabellen in verschiedenen Formaten (EXCEL, XML, CSV).
- Personalisierte Verzeichnisse sowie individuelle Einstellungsmöglichkeiten zur Datenbanknutzung.
- Informationsservice über die laufenden Datenaktualisierungen und -ergänzungen (unter anderem über einen RSS-Newsfeed).
- Verfügbarkeit auch in englischer Sprache
- Automatisierter Datenabruf über einen Webservice. Es werden zwei Schnittstellen-Arten angeboten: SOAP/XML und RESTful/JSON. Technische Schnittstellenbeschreibungen im WSDL Format werden auf der Homepage der Datenbank beschrieben. (Link befindet sich im Abschnitt Weblinks)

Das Datenangebot von GENESIS-Online steht allen Nutzern kostenfrei zur Verfügung. Zuvor durch Bezahlung erhaltene Zusatzfunktionen der Datenbank (z. B. personalisierte Verzeichnisse, Webservice) und besondere Formate stehen mittlerweile allen Nutzern zur Verfügung und müssen nicht wie zuvor  gegen eine jährliche Gebühr von 500 Euro genutzt werden.

### Regionaldatenbank Deutschland
Die Regionaldatenbank Deutschland ist eine Statistikdatenbank die gemeinsam von Bund und Ländern betrieben wird. Sie enthält regional tief gegliederte Jahresergebnisse der amtlichen Statistik ab 1995. Die regionale Gliederung reicht bis zu den Gemeinden (ab 2008). Der Tabellenabruf erfolgt unentgeltlich und kann variabel auf den individuellen Bedarf angepasst werden. Die Abspeicherung der Ergebnisse ist in verschiedenen Formaten (EXCEL, XML, CSV) möglich.

### GENESIS-Datenbanken der Statistischen Landesämter
Die Statistischen Landesämter der Bundesländer Bayern, Nordrhein-Westfalen, Sachsen und Sachsen-Anhalt haben ihre eigenen GENESIS-Datenbanken. Diese sind nur mit Daten aus dem jeweiligen Bundesland befüllt.

### Kommunale Bildungsdatenbank für Deutschland
Die Kommunale Bildungsdatenbank stellt ein umfassendes Angebot an Bildungsdaten aus verschiedenen Bereichen der amtlichen Statistik kostenfrei bereit. Auf der Ebene der Landkreise und kreisfreien Städte können jährlich aktualisierte Daten der Kinder- und Jugendhilfestatistik, der Schulstatistik, der Berufsbildungsstatistik und der Hochschulstatistik unentgeltlich abgerufen werden. Zusätzlich stehen Daten zu den Rahmenbedingungen, in denen Bildungsprozesse stattfinden, zur Verfügung. Die Datenbank ist dabei eng verknüpft mit der zunehmenden Etablierung eines Kommunalen Bildungsmonitorings (KBM). Herausgeber der Kommunalen Bildungsdatenbank ist Information und Technik Nordrhein-Westfalen (IT.NRW) im Auftrag der Statistischen Ämter des Bundes und der Länder. Das Projekt baut auf der GENESIS-Technologie V4.3.2 – 2020 auf.

### ZensusDatenbank
Die ZensusDatenbank bietet Ergebnisse des Zensus 2011 und künftig des Zensus 2022 bundesweit bis auf Gemeindeebene.